# Campeonato Mundial de Sóftbol Femenino de 2010
El Campeonato Mundial de Sóftbol Femenino de 2010 es un evento deportivo que se realizó en la ciudad de Caracas, Venezuela, entre el 23 de junio y el 2 de julio de 2010, debido a que Estados Unidos no pudo asumirla alegando problemas de derechos de televisión e imposibilidad de cambiar de fechas, por la cercanía de los XXI Juegos Centroamericanos y del Caribe a disputarse en julio de 2010. Es la primera vez que ese torneo se realiza en tierras sudamericanas. El softbol femenino venezolano ha brindado grandes emociones a nuestro país, figuras como: Mariela Espinoza, Nuestra Valenciana “Francys Pacheco” (antigua bateadora de la selección de Carabobo), Milagros Flores, Nidia Pérez y más reciente las olímpicas Zuleima Cirimele, Mariange Bogado, María Soto, Denisse Fuenmayor y la aún activa Yuruby Alicart son parte de esas gloriosas páginas del softbol criollo, a las cuales quiere seguir aportando capítulos exitosos; la joven carabobeña Diana Arcay.

## Equipos participantes
El reglamento de torneos de la ISF indica que cuando hay desde doce hasta dieciséis países inscritos, la Junta Directiva formará dos grupos. Cada grupo disputará un round robin sencillo y los cuatro primeros equipos de cada grupo jugarán los playoffs con un sistema de doble page. 
El reparto de los grupos para los Campeonatos Mundiales Femeninos se realiza por un sistema de preclasificación o ranking, que toma en cuenta los resultados previos en el último Juego Olímpico y en el último Campeonato Mundial. Este sistema establece que los equipos preclasificados 1, 4, 5, 8, 9, 12, 13 y 16 forman el Grupo A, mientras que los preclasificados 2, 3, 6, 7, 10, 11, 14 y 15 integran el Grupo B.
Los cuatro equipos que restan, y que no participaron ni del Mundial anterior ni de los Juegos Olímpicos, son clasificados de acuerdo a la fecha de inscripción para este Campeonato Mundial
.
| Japón · Canadá · China Taipéi · Países Bajos · Reino Unido · Sudáfrica · Argentina · Cuba | Estados Unidos · Australia · China · Venezuela País sede · Nueva Zelanda · Botsuana · República Dominicana · República Checa |

## Sedes
Para esta edición, se habilitaron dos estadios: el estadio Las Mayas y el estadio La Rinconada, ambos situados en el sur de Caracas. La Federación Internacional de Softbol les dio el visto bueno en mayo de 2010.
El estadio Las Mayas (Estadio Bicentenario) está situado en la base Fuerte Tiuna de Caracas, tiene capacidad para 7605 espectadores, tiene gramado artificial, estacionamiento y facilidades para el acceso de personas con discapacidad. Fue construido en el año 2010. 
El estadio La Rinconada (Estadio Independencia) está situado en el complejo deportivo formado por el Poliedro de Caracas y el Hipódromo La Rinconada, en operación a partir de 1974, de allí que también se le conozca como El Poliedrito. Fue refraccionado en el año 2010 especialmente para la práctica del softbol y el béisbol menor, ampliando su aforo a 6712 espectadores. Posee grama artificial, estacionamiento y facilidades para el acceso de personas con discapacidad.

## Mascota
La mascota elegida para esta edición se llama Sofi, una gata blanca muy coqueta, linda, perspicaz y valiente, tal como lo es la mujer venezolana en el marco de la campaña "Venezuela es grande", para promover este torneo en el marco de la celebración del Bicentenario de la independencia venezolana. El nombre Sofi es una contracción de Softbol Internacional, lo que muestra la intención del evento de contribuir al regreso de esta disciplina en los Juegos Olímpicos de 2020.

## Primera ronda
La primera ronda se disputará entre el 23 y el 29 de junio.

### Grupo A
Los horarios corresponden a la hora de Caracas (UTC-4.5).
| País         | JJ | JG | JP | CF | CC | AVG   | Dif |
| ------------ | -- | -- | -- | -- | -- | ----- | --- |
| Japón        | 7  | 7  | 0  | 42 | 2  | 1.000 | —   |
| Canadá       | 7  | 6  | 1  | 49 | 5  | .857  | 1   |
| Taiwán       | 7  | 5  | 2  | 26 | 17 | .714  | 2   |
| Holanda      | 7  | 4  | 3  | 23 | 23 | .571  | 3   |
| Cuba         | 7  | 3  | 4  | 19 | 13 | .429  | 4   |
| Gran Bretaña | 7  | 2  | 5  | 10 | 27 | .286  | 5   |
| Argentina    | 7  | 1  | 6  | 12 | 45 | .167  | 6   |
| Sudáfrica    | 7  | 0  | 7  | 5  | 54 | .000  | 7   |

| Equipo          | 1 | 2 | 3 | 4 | 5 | 6 | 7 | C  | H  | E |
| --------------- | - | - | - | - | - | - | - | -- | -- | - |
| Argentina (ARG) | 0 | 1 | 0 | 0 | x | x | x | 1  | 3  | 4 |
| Japón (JPN)     | 7 | 6 | 0 | x | x | x | x | 13 | 10 | 0 |

| Equipo            | 1 | 2 | 3 | 4 | 5 | 6 | 7 | C | H  | E |
| ----------------- | - | - | - | - | - | - | - | - | -- | - |
| Reino Unido (GBR) | 1 | 0 | 0 | 0 | 0 | 0 | 2 | 3 | 11 | 0 |
| Sudáfrica (RSA)   | 0 | 0 | 0 | 0 | 0 | 0 | 0 | 3 | 4  | 2 |

| Equipo             | 1 | 2 | 3 | 4 | 5 | 6 | 7 | C | H | E |
| ------------------ | - | - | - | - | - | - | - | - | - | - |
| Japón (JPN)        | 1 | 0 | 0 | 1 | 0 | 2 | 1 | 5 | 9 | 1 |
| China Taipéi (TPE) | 0 | 0 | 0 | 0 | 0 | 0 | 0 | 0 | 2 | 4 |

| Equipo          | 1 | 2 | 3 | 4 | 5 | 6 | 7 | C | H | E |
| --------------- | - | - | - | - | - | - | - | - | - | - |
| Argentina (ARG) | 2 | 0 | 1 | 0 | 0 | 0 | 1 | 4 | 7 | 1 |
| Sudáfrica (RSA) | 2 | 0 | 1 | 0 | 0 | 0 | 0 | 3 | 4 | 3 |

| Equipo             | 1 | 2 | 3 | 4 | 5 | 6 | 7 | C | H | E |
| ------------------ | - | - | - | - | - | - | - | - | - | - |
| Países Bajos (NED) | 1 | 0 | 0 | 0 | 0 | 2 | 2 | 5 | 8 | 0 |
| Reino Unido (GBR)  | 0 | 0 | 0 | 4 | 0 | 0 | 0 | 4 | 7 | 2 |

| Equipo       | 1 | 2 | 3 | 4 | 5 | 6 | 7 | C | H  | E |
| ------------ | - | - | - | - | - | - | - | - | -- | - |
| Canadá (CAN) | 1 | 0 | 0 | 2 | 2 | 0 | 1 | 6 | 10 | 0 |
| Cuba (CUB)   | 0 | 0 | 0 | 0 | 0 | 0 | 0 | 0 | 1  | 2 |

| Equipo             | 1 | 2 | 3 | 4 | 5 | 6 | 7 | C | H  | E |
| ------------------ | - | - | - | - | - | - | - | - | -- | - |
| Canadá (CAN)       | 0 | 0 | 1 | 2 | 1 | 0 | 1 | 5 | 10 | 0 |
| China Taipéi (TPE) | 1 | 0 | 0 | 0 | 0 | 0 | 1 | 2 | 2  | 0 |

| Equipo          | 1 | 2 | 3 | 4 | 5 | 6 | 7 | C  | H  | E |
| --------------- | - | - | - | - | - | - | - | -- | -- | - |
| Sudáfrica (RSA) | 0 | 0 | 0 | 1 | 0 | x | x | 1  | 4  | 0 |
| Cuba (CUB)      | 5 | 4 | 0 | 1 | x | x | x | 10 | 11 | 3 |

| Equipo             | 1 | 2 | 3 | 4 | 5 | 6 | 7 | C | H | E |
| ------------------ | - | - | - | - | - | - | - | - | - | - |
| Países Bajos (NED) | 0 | 0 | 0 | 0 | 0 | 0 | 0 | 0 | 4 | 2 |
| Japón (JAP)        | 0 | 0 | 3 | 1 | 0 | 0 | 0 | 4 | 8 | 0 |

| Equipo             | 1 | 2 | 3 | 4 | 5 | 6 | 7 | C   | H | E |
| ------------------ | - | - | - | - | - | - | - | --- | - | - |
| Reino Unido (GBR)  | 0 | 0 | 0 | 0 | 0 | 0 | 0 | '0' | 5 | 1 |
| China Taipéi (TPE) | 0 | 2 | 2 | 0 | 1 | 0 | x | '3' | 7 | 0 |

| Equipo          | 1  | 2 | 3 | 4 | 5 | 6 | 7 | C  | H  | E |
| --------------- | -- | - | - | - | - | - | - | -- | -- | - |
| Argentina (ARG) | 0  | 0 | 0 | 0 | x | x | x | 0  | 3  | 1 |
| Canadá (CAN)    | 10 | 0 | 2 | x | x | x | x | 12 | 11 | 0 |

| Equipo             | 1 | 2 | 3 | 4 | 5 | 6 | 7 | C | H | E |
| ------------------ | - | - | - | - | - | - | - | - | - | - |
| Argentina (ARG)    | 1 | 0 | 0 | 2 | 0 | 0 | 0 | 3 | 7 | 1 |
| Países Bajos (NED) | 4 | 0 | 0 | 2 | 0 | 0 | x | 4 | 5 | 2 |

| Equipo      | 1 | 2 | 3 | 4 | 5 | 6 | 7 | C | H | E |
| ----------- | - | - | - | - | - | - | - | - | - | - |
| Cuba (CUB)  | 0 | 0 | 0 | 0 | 0 | 0 | 0 | 0 | 3 | 2 |
| Japón (JPN) | 0 | 1 | 0 | 0 | 0 | 0 | 0 | 1 | 3 | 0 |

| Equipo            | 1 | 2 | 3 | 4 | 5 | 6 | 7 | C | H  | E |
| ----------------- | - | - | - | - | - | - | - | - | -- | - |
| Reino Unido (GBR) | 0 | 0 | 0 | 0 | 0 | 0 | 0 | 0 | 4  | 2 |
| Canadá (CAN)      | 0 | 3 | 1 | 2 | 1 | 0 | x | 7 | 10 | 0 |

| Equipo             | 1 | 2 | 3 | 4 | 5 | 6 | 7 | C | H | E |
| ------------------ | - | - | - | - | - | - | - | - | - | - |
| Países Bajos (NED) | 0 | 0 | 0 | 0 | 2 | 0 | 1 | 3 | 6 | 2 |
| Cuba (CUB)         | 0 | 0 | 0 | 0 | 0 | 0 | 0 | 0 | 8 | 3 |

| Equipo             | 1 | 2 | 3 | 4 | 5 | 6 | 7 | C   | H  | E |
| ------------------ | - | - | - | - | - | - | - | --- | -- | - |
| China Taipéi (TPE) | 2 | 0 | 2 | 1 | 3 | x | x | '8' | 11 | 0 |
| Sudáfrica (RSA)    | 0 | 0 | 0 | 1 | 0 | x | x | 1   | 2  | 2 |

| Equipo             | 1 | 2 | 3 | 4 | 5 | 6 | 7 | C | H | E |
| ------------------ | - | - | - | - | - | - | - | - | - | - |
| Argentina (ARG)    | 1 | 0 | 0 | 0 | 2 | 0 | 0 | 3 | 6 | 3 |
| China Taipéi (TPE) | 1 | 0 | 4 | 0 | 0 | 1 | x | 6 | 9 | 1 |

| Equipo       | 1 | 2 | 3 | 4 | 5 | 6 | 7 | C | H | E |
| ------------ | - | - | - | - | - | - | - | - | - | - |
| Canadá (CAN) | 0 | 0 | 0 | 0 | 1 | 0 | 0 | 1 | 6 | 0 |
| Japón (JAP)  | 0 | 0 | 0 | 1 | 1 | 0 | 0 | 2 | 7 | 0 |

| Equipo          | 1 | 2 | 3 | 4 | 5 | 6 | 7 | C | H | E |
| --------------- | - | - | - | - | - | - | - | - | - | - |
| Holanda (NED)   | 0 | 2 | 0 | 3 | 2 | x | x | 7 | 7 | 2 |
| Sudáfrica (RSA) | 0 | 0 | 0 | 0 | 0 | x | x | 0 | 0 | 1 |

| Equipo            | 1 | 2 | 3 | 4 | 5 | 6 | 7 | C | H | E |
| ----------------- | - | - | - | - | - | - | - | - | - | - |
| Reino Unido (GBR) | 0 | 0 | 0 | 1 | 0 | 0 | 0 | 1 | 4 | 0 |
| Cuba (CUB)        | 0 | 0 | 0 | 4 | 0 | 0 | x | 4 | 6 | 0 |

| Equipo          | 1 | 2 | 3 | 4 | 5 | 6 | 7 | C | H  | E |
| --------------- | - | - | - | - | - | - | - | - | -- | - |
| Argentina (ARG) | 0 | 0 | 0 | 0 | 0 | 0 | 0 | 0 | 4  | 2 |
| Cuba (CUB)      | 1 | 4 | 0 | 0 | 0 | 0 | x | 5 | 10 | 0 |

| Equipo             | 1 | 2 | 3 | 4 | 5 | 6 | 7 | C | H  | E |
| ------------------ | - | - | - | - | - | - | - | - | -- | - |
| Países Bajos (NED) | 0 | 0 | 0 | 2 | 0 | 1 | 0 | 3 | 3  | 0 |
| China Taipéi (TPE) | 0 | 1 | 0 | 3 | 2 | 0 | x | 6 | 14 | 1 |

| Equipo          | 1 | 2 | 3 | 4 | 5 | 6 | 7 | C  | H  | E |
| --------------- | - | - | - | - | - | - | - | -- | -- | - |
| Sudáfrica (RSA) | 0 | 0 | 0 | 0 | x | x | x | 0  | 1  | 2 |
| Canadá (CAN)    | 8 | 4 | 0 | x | x | x | x | 12 | 12 | 1 |

| Equipo            | 1 | 2 | 3 | 4 | 5 | 6 | 7 | C | H | E |
| ----------------- | - | - | - | - | - | - | - | - | - | - |
| Reino Unido (GBR) | 0 | 0 | 0 | 0 | 0 | 0 | x | 0 | 1 | 3 |
| Japón (JAP)       | 4 | 0 | 0 | 0 | 0 | 3 | x | 7 | 8 | 0 |

| Equipo          | 1 | 2 | 3 | 4 | 5 | 6 | 7 | C  | H  | E |
| --------------- | - | - | - | - | - | - | - | -- | -- | - |
| Japón (JAP)     | 5 | 1 | 3 | 1 | x | x | x | 10 | 11 | 0 |
| Sudáfrica (RSA) | 0 | 0 | 0 | 0 | x | x | x | 0  | 3  | 1 |

| Equipo            | 1 | 2 | 3 | 4 | 5 | 6 | 7 | 8 | 9 | C | H | E |
| ----------------- | - | - | - | - | - | - | - | - | - | - | - | - |
| Argentina (ARG)   | 0 | 0 | 0 | 0 | 0 | 0 | 0 | 0 | 1 | 1 | 2 | 1 |
| Reino Unido (GBR) | 0 | 0 | 0 | 0 | 0 | 0 | 0 | 0 | 2 | 2 | 4 | 0 |

| Equipo             | 1 | 2 | 3 | 4 | 5 | 6 | 7 | C | H | E |
| ------------------ | - | - | - | - | - | - | - | - | - | - |
| China Taipéi (TPE) | 0 | 0 | 0 | 0 | 0 | 0 | 1 | 1 | 9 | 0 |
| Cuba (CUB)         | 0 | 0 | 0 | 0 | 0 | 0 | 0 | 0 | 4 | 1 |

| Equipo        | 1 | 2 | 3 | 4 | 5 | 6 | 7 | C | H | E |
| ------------- | - | - | - | - | - | - | - | - | - | - |
| Holanda (NED) | 0 | 0 | 1 | 0 | 0 | 0 | 0 | 1 | 3 | 0 |
| Canadá (CAN)  | 2 | 4 | 0 | 0 | 0 | 0 | 0 | 6 | 5 | 0 |

### Grupo B
| País                 | JJ | JG | JP | CF | CC | AVG   | Dif |
| -------------------- | -- | -- | -- | -- | -- | ----- | --- |
| Estados Unidos       | 7  | 7  | 0  | 68 | 5  | 1.000 | —   |
| Venezuela            | 7  | 6  | 1  | 30 | 13 | .857  | 1   |
| Australia            | 7  | 5  | 2  | 37 | 13 | .714  | 2   |
| China                | 7  | 4  | 3  | 40 | 9  | .571  | 3   |
| República Checa      | 7  | 3  | 4  | 21 | 41 | .429  | 4   |
| Nueva Zelanda        | 7  | 2  | 5  | 20 | 45 | .286  | 5   |
| República Dominicana | 7  | 1  | 6  | 11 | 35 | .143  | 6   |
| Botsuana             | 7  | 0  | 7  | 5  | 71 | .000  | 7   |

| Equipo               | 1 | 2 | 3 | 4 | 5 | 6 | 7 | C | H | E |
| -------------------- | - | - | - | - | - | - | - | - | - | - |
| República Dominicana | 0 | 0 | 0 | 0 | 0 | 0 | 0 | 0 | 1 | 1 |
| Venezuela (VEN)      | 0 | 0 | 0 | 0 | 0 | 1 | x | 1 | 4 | 0 |

| Equipo         | 1 | 2 | 3 | 4 | 5 | 6 | 7 | C  | H | E |
| -------------- | - | - | - | - | - | - | - | -- | - | - |
| Botsuana (BOT) | 0 | 0 | 0 | 0 | x | x | x | 0  | 0 | 5 |
| China (CHN)    | 0 | 5 | 7 | x | x | x | x | 12 | 9 | 0 |

| Equipo               | 1 | 2 | 3 | 4 | 5 | 6 | 7 | C | H | E |
| -------------------- | - | - | - | - | - | - | - | - | - | - |
| Estados Unidos (USA) | 0 | 0 | 0 | 0 | 0 | 0 | 1 | 1 | 2 | 0 |
| China (CHN)          | 0 | 0 | 0 | 0 | 0 | 0 | 0 | 0 | 3 | 2 |

| Equipo              | 1 | 2 | 3 | 4 | 5 | 6 | 7 | C | H | E |
| ------------------- | - | - | - | - | - | - | - | - | - | - |
| Botsuana (BOT)      | 0 | 0 | 0 | 0 | 1 | x | x | 1 | 4 | 1 |
| Nueva Zelanda (NZL) | 0 | 5 | 1 | 2 | x | x | x | 8 | 6 | 1 |

| Equipo                     | 1 | 2 | 3 | 4 | 5 | 6 | 7 | C | H  | E |
| -------------------------- | - | - | - | - | - | - | - | - | -- | - |
| República Dominicana (DOM) | 0 | 4 | 0 | 0 | 0 | 0 | 0 | 4 | 8  | 4 |
| República Checa (CZE)      | 1 | 1 | 1 | 1 | 1 | 3 | x | 8 | 13 | 2 |

| Equipo          | 1 | 2 | 3 | 4 | 5 | 6 | 7 | C | H | E |
| --------------- | - | - | - | - | - | - | - | - | - | - |
| Australia (AUS) | 0 | 1 | 0 | 0 | 0 | 0 | 0 | 1 | 4 | 1 |
| Venezuela (VEN) | 2 | 0 | 0 | 0 | 1 | 1 | x | 4 | 7 | 0 |

| Equipo               | 1 | 2 | 3 | 4 | 5 | 6 | 7 | C  | H | E |
| -------------------- | - | - | - | - | - | - | - | -- | - | - |
| Nueva Zelanda (NZL)  | 0 | 0 | 0 | 2 | x | x | x | 2  | 4 | 2 |
| Estados Unidos (USA) | 0 | 6 | 6 | 0 | x | x | x | 12 | 7 | 1 |

| Equipo                     | 1 | 2 | 3 | 4 | 5 | 6 | 7 | C | H | E |
| -------------------------- | - | - | - | - | - | - | - | - | - | - |
| República Dominicana (DOM) | 3 | 0 | 0 | 0 | 0 | 3 | 0 | 6 | 6 | 1 |
| Botsuana (BOT)             | 0 | 0 | 0 | 0 | 0 | 0 | 0 | 0 | 4 | 4 |

| Equipo                | 1 | 2 | 3 | 4 | 5 | 6 | 7 | 8 | C | H  | E |
| --------------------- | - | - | - | - | - | - | - | - | - | -- | - |
| República Checa (CZE) | 0 | 0 | 0 | 1 | 0 | 1 | 2 | 2 | 6 | 10 | 3 |
| Nueva Zelanda (NZL)   | 0 | 0 | 0 | 0 | 0 | 3 | 1 | 1 | 5 | 6  | 3 |

| Equipo          | 1 | 2 | 3 | 4 | 5 | 6 | 7 | C | H | E |
| --------------- | - | - | - | - | - | - | - | - | - | - |
| Australia (AUS) | 1 | 0 | 0 | 0 | 0 | 1 | 0 | 2 | 6 | 0 |
| China (CHN)     | 0 | 0 | 0 | 0 | 0 | 0 | 0 | 0 | 3 | 0 |

| Equipo               | 1 | 2 | 3 | 4 | 5 | 6 | 7 | C | H  | E |
| -------------------- | - | - | - | - | - | - | - | - | -- | - |
| Estados Unidos (USA) | 0 | 0 | 0 | 4 | 5 | x | x | 7 | 10 | 0 |
| Venezuela (VEN)      | 0 | 0 | 0 | 0 | 0 | x | x | 0 | 1  | 0 |

| Equipo                | 1 | 2 | 3 | 4 | 5 | 6 | 7 | C | H | E |
| --------------------- | - | - | - | - | - | - | - | - | - | - |
| República Checa (CZE) | 0 | 0 | 0 | 0 | 0 | 0 | 0 | 0 | 4 | 0 |
| Australia (AUS)       | 0 | 1 | 0 | 1 | 4 | 0 | X | 6 | 9 | 0 |

| Equipo              | 1 | 2 | 3 | 4 | 5 | 6 | 7 | C  | H  | E |
| ------------------- | - | - | - | - | - | - | - | -- | -- | - |
| China (CHN)         | 0 | 2 | 6 | 3 | x | x | x | 11 | 10 | 1 |
| Nueva Zelanda (NZL) | 0 | 0 | 0 | 0 | 0 | 0 | 0 | 0  | 2  | 2 |

| Equipo                     | 1 | 2 | 3 | 4 | 5 | 6 | 7 | C | H | E |
| -------------------------- | - | - | - | - | - | - | - | - | - | - |
| Australia (AUS)            | 0 | 2 | 0 | 0 | 1 | 0 | 3 | 6 | ? | 0 |
| República Dominicana (DOM) | 0 | 0 | 0 | 0 | 0 | 0 | 0 | 0 | 1 | 0 |

| Equipo               | 1 | 2 | 3  | 4 | 5 | 6 | 7 | C  | H  | E |
| -------------------- | - | - | -- | - | - | - | - | -- | -- | - |
| Estados Unidos (USA) | 3 | 1 | 17 | x | x | x | x | 21 | 13 | 0 |
| Botsuana (BOT)       | 0 | 0 | 0  | x | x | x | x | 0  | 1  | 5 |

| Equipo                | 1 | 2 | 3 | 4 | 5 | 6 | 7 | C | H | E |
| --------------------- | - | - | - | - | - | - | - | - | - | - |
| República Checa (CZE) | 0 | 0 | 0 | 0 | 0 | 0 | 1 | 1 | 3 | 3 |
| Venezuela (VEN)       | 0 | 0 | 0 | 3 | 2 | 0 | 0 | 5 | 6 | 2 |

| Equipo               | 1 | 2 | 3 | 4 | 5 | 6 | 7 | C | H  | E |
| -------------------- | - | - | - | - | - | - | - | - | -- | - |
| Australia (AUS)      | 0 | 0 | 0 | 2 | 0 | x | x | 2 | 2  | 2 |
| Estados Unidos (USA) | 3 | 2 | 2 | 1 | 1 | x | x | 9 | 10 | 0 |

| Equipo                     | 1 | 2 | 3 | 4 | 5 | 6 | 7 | C | H | E |
| -------------------------- | - | - | - | - | - | - | - | - | - | - |
| China (CHN)                | 2 | 0 | 1 | 0 | 2 | 2 | 0 | 7 | 7 | 0 |
| República Dominicana (DOM) | 0 | 0 | 0 | 0 | 0 | 0 | 0 | 0 | 6 | 0 |

| Equipo                | 1 | 2 | 3 | 4 | 5 | 6 | 7 | C | H | E |
| --------------------- | - | - | - | - | - | - | - | - | - | - |
| República Checa (CZE) | 1 | 1 | 2 | 0 | 1 | 0 | 0 | 5 | ? | 0 |
| Botsuana (BOT)        | 0 | 0 | 0 | 4 | x | 0 | 0 | 4 | 4 | 0 |

| Equipo              | 1 | 2 | 3 | 4 | 5 | 6 | 7 | C | H | E |
| ------------------- | - | - | - | - | - | - | - | - | - | - |
| Nueva Zelanda (NZL) | 1 | 0 | 0 | 0 | 1 | 0 | 0 | 2 | 8 | 1 |
| Venezuela (VEN)     | 0 | 0 | 3 | 2 | 0 | 0 | 0 | 5 | 8 | 3 |

| Equipo              | 1 | 2 | 3 | 4 | 5 | 6 | 7 | C  | H  | E |
| ------------------- | - | - | - | - | - | - | - | -- | -- | - |
| Australia           | 1 | 2 | 1 | 1 | 1 | 0 | 4 | 10 | 17 | 0 |
| Nueva Zelanda (NZL) | 0 | 0 | 0 | 0 | 0 | 0 | 0 | 0  | 3  | 2 |

| Equipo                     | 1 | 2 | 3 | 4 | 5 | 6 | 7 | C  | H | E |
| -------------------------- | - | - | - | - | - | - | - | -- | - | - |
| Estados Unidos (USA)       | 4 | 4 | 0 | 2 | x | x | x | 10 | 8 | 1 |
| República Dominicana (DOM) | 0 | 0 | 0 | 1 | x | x | x | 1  | 1 | 3 |

| Equipo                | 1 | 2 | 3 | 4 | 5 | 6 | 7 | C | H  | E |
| --------------------- | - | - | - | - | - | - | - | - | -- | - |
| República Checa (CZE) | 0 | 0 | 0 | 0 | 1 | 0 | x | 1 | 7  | 4 |
| China (CHN)           | 1 | 1 | 0 | 3 | 0 | 3 | x | 8 | 11 | 1 |

| Equipo          | 1 | 2 | 3 | 4 | 5 | 6 | 7 | C  | H  | E |
| --------------- | - | - | - | - | - | - | - | -- | -- | - |
| Venezuela (VEN) | 0 | 1 | 6 | 2 | 1 | x | x | 10 | 14 | 0 |
| Botsuana (BOT)  | 0 | 0 | 0 | 0 | 0 | x | x | 0  | 0  | 2 |

| Equipo          | 1 | 2 | 3 | 4 | 5 | 6 | 7 | C  | H  | E |
| --------------- | - | - | - | - | - | - | - | -- | -- | - |
| Australia (AUS) | 0 | 5 | 1 | 4 | x | x | x | 10 | 10 | 0 |
| Botsuana (BOT)  | 0 | 0 | 0 | 0 | 0 | 0 | 0 | 0  | 2  | 4 |

| Equipo                | 1 | 2 | 3 | 4 | 5 | 6 | 7 | C | H | E |
| --------------------- | - | - | - | - | - | - | - | - | - | - |
| República Checa (CZE) | 0 | 0 | 0 | 0 | 0 | x | x | 0 | 2 | 0 |
| Estados Unidos (USA)  | 6 | 0 | 0 | 3 | x | x | x | 9 | 7 | 0 |

| Equipo                     | 1 | 2 | 3 | 4 | 5 | 6 | 7 | C | H | E |
| -------------------------- | - | - | - | - | - | - | - | - | - | - |
| República Dominicana (DOM) | 3 | 0 | 0 | 0 | 0 | 0 | 0 | 0 | 4 | 1 |
| Nueva Zelanda (NZL)        | 3 | 0 | 0 | 0 | 0 | 0 | x | 3 | 4 | 0 |

| Equipo          | 1 | 2 | 3 | 4 | 5 | 6 | 7 | C | H | E |
| --------------- | - | - | - | - | - | - | - | - | - | - |
| China (CHN)     | 0 | 0 | 1 | 0 | 0 | 1 | 0 | 2 | 5 | 1 |
| Venezuela (VEN) | 1 | 0 | 0 | 0 | 0 | 1 | 3 | 5 | 3 | 0 |

## Semifinales

### 30 de junio
| Japón          | 2-0  | Venezuela | C1 |
| Estados Unidos | 16-1 | Canadá    | C2 |
| Taiwán         | 0-1  | China     | C3 |
| Australia      | 3-2  | Holanda   | C4 |

| Equipo    | 1 | 2 | 3 | 4 | 5 | 6 | 7 | C | H | E |
| --------- | - | - | - | - | - | - | - | - | - | - |
| Venezuela | 0 | 0 | 0 | 0 | 0 | 0 | 0 | 0 | 3 | 1 |
| Japón     | 0 | 0 | 0 | 2 | 0 | 0 | x | 2 | 2 | 0 |

| Equipo         | 1 | 2 | 3 | 4 | 5 | 6 | 7 | C  | H  | E |
| -------------- | - | - | - | - | - | - | - | -- | -- | - |
| Estados Unidos | 4 | 4 | 0 | 0 | 7 | x | x | 16 | 16 | 0 |
| Canadá         | 0 | 1 | 0 | 0 | 0 | x | x | 1  | 3  | 0 |

| Equipo | 1 | 2 | 3 | 4 | 5 | 6 | 7 | 8 | C | H | E |
| ------ | - | - | - | - | - | - | - | - | - | - | - |
| Taiwán | 0 | 0 | 0 | 0 | 0 | 0 | 0 | 0 | 0 | 1 | 0 |
| China  | 0 | 0 | 0 | 0 | 0 | 0 | 0 | 1 | 1 | 4 | 0 |

| Equipo    | 1 | 2 | 3 | 4 | 5 | 6 | 7 | C | H | E |
| --------- | - | - | - | - | - | - | - | - | - | - |
| Holanda   | 0 | 0 | 2 | 0 | 0 | 0 | 0 | 2 | 4 | 1 |
| Australia | 3 | 0 | 0 | 0 | 0 | 0 | x | 3 | 7 | 3 |

Taiwan y Holanda eliminados

### 1 de julio
| Venezuela | 1-6 | China     | C5 |
| Canadá    | 3-2 | Australia | C6 |

| Equipo    | 1 | 2 | 3 | 4 | 5 | 6 | 7 | C | H | E |
| --------- | - | - | - | - | - | - | - | - | - | - |
| China     | 0 | 2 | 0 | 4 | 0 | 0 | 0 | 6 | 7 | 0 |
| Venezuela | 0 | 0 | 0 | 0 | 1 | 0 | 0 | 1 | 5 | 3 |

| Equipo    | 1 | 2 | 3 | 4 | 5 | 6 | 7 | C | H | E |
| --------- | - | - | - | - | - | - | - | - | - | - |
| Australia | 1 | 0 | 0 | 1 | 0 | 0 | 0 | 2 | 8 | 1 |
| Canadá    | 0 | 0 | 0 | 0 | 0 | 0 | 3 | 3 | 4 | 0 |

Venezuela y Australia eliminadas.

## Ronda final
|  | 1 de julio | 1 de julio     | 1 de julio |    |    | Medalla de bronce (2 de julio) | Medalla de bronce (2 de julio) | Medalla de bronce (2 de julio) |   |                | Medalla de oro (2 de julio) | Medalla de oro (2 de julio) | Medalla de oro (2 de julio) |
|  |            |                |            |    |    |                                |                                |                                |   |                |                             |                             |                             |
|  | C7         | Japón          | 0          |    |    |                                |                                |                                |   |                |                             |                             |                             |
|  | C7         | Estados Unidos | 4          |    |    |                                |                                |                                |   |                | x                           | Japón                       | 0                           |
|  |            |                |            |    | C9 | Canadá                         | 3                              |                                | x | Estados Unidos | 7                           |                             |                             |
|  |            | C9             | Japón      | 12 |    |                                |                                |                                |   |                |                             |                             |                             |
|  | C8         | China          | 0          |    |    |                                |                                |                                |   |                |                             |                             |                             |
|  | C8         | Canadá         | 1          |    |    |                                |                                |                                |   |                |                             |                             |                             |

| Equipo         | 1 | 2 | 3 | 4 | 5 | 6 | 7 | C | H | E |
| -------------- | - | - | - | - | - | - | - | - | - | - |
| Japón          | 0 | 0 | 0 | 0 | 0 | 0 | 0 | 0 | 1 | 0 |
| Estados Unidos | 3 | 0 | 0 | 1 | 0 | 0 | x | 4 | 4 | 0 |

| Equipo | 1 | 2 | 3 | 4 | 5 | 6 | 7 | C | H | E |
| ------ | - | - | - | - | - | - | - | - | - | - |
| China  | 0 | 0 | 0 | 0 | 0 | 0 | 0 | 0 | 2 | 2 |
| Canadá | 0 | 0 | 0 | 0 | 0 | 0 | 1 | 1 | 8 | 0 |

Ronda final

| Equipo | 1 | 2 | 3 | 4 | 5 | 6 | 7 | C  | H  | E |
| ------ | - | - | - | - | - | - | - | -- | -- | - |
| Japón  | 0 | 3 | 1 | 1 | 1 | 1 | 5 | 12 | 13 | 2 |
| Canadá | 0 | 0 | 0 | 1 | 0 | 1 | 1 | 3  | 6  | 4 |

| Equipo         | 1 | 2 | 3 | 4 | 5 | 6 | 7 | C | H | E |
| -------------- | - | - | - | - | - | - | - | - | - | - |
| Estados Unidos | 0 | 0 | 0 | 5 | 2 | x | x | 7 | 8 | 0 |
| Japón          | 0 | 0 | 0 | 0 | 0 | x | x | 0 | 2 | 0 |

| Estados Unidos         |
| Campeón Estados Unidos |
| Noveno título          |